# ميشيل بيير لويس
ميشيل دوفيفير بيير لويس (من مواليد 5 أكتوبر 1947)  هي سياسية من هايتي كانت رئيس وزراء هايتي من سبتمبر 2008 إلى نوفمبر 2009. وهي أيضًا ثاني رئيسة وزراء لهايتي،  بعد كلوديت ويرلي ، التي خدمت من 1995 إلى 1996.

## الحياة مهنية
كانت بيير لويس المدير التنفيذي لمؤسسة المعرفة والحرية (فوكال)،  والمنظمة غير الحكومية التي يمولها جورج سوروس، منذ عام 1995.
في يونيو 2008، تم ترشيح بيير لوس كرئيس للوزراء من قبل الرئيس رينيه بريفال،  بعد أن رفض مجلس النواب مرشحي بريفال السابقين. تمت الموافقة على ترشيحها من قبل مجلس النواب في 17 يوليو 2008 ، بأغلبية 61 صوتًا ، ومعارضة صوت واحد ، وامتناع 20 عن التصويت. ووافق عليها مجلس الشيوخ في 31 يوليو / تموز ، بأغلبية 12 صوتًا وامتناع 5 أعضاء عن التصويت ولم يعارض أحد.
أعلن بريفال تشكيل الحكومة الجديدة في 25 آب / أغسطس. مكونة من 17 وزيرًا ، سبعة منهم تم الإبقاء عليهم من الحكومة السابقة لجاك إدوارد أليكسيس . تم تعيين بيير لويس وزيرا للعدل والأمن العام ، بالإضافة إلى عملها كرئيس للوزراء. كان من المقرر أن يتم تنصيب الحكومة في 26 أغسطس ، ولكن تم تأجيل ذلك بسبب تأثير إعصار جوستاف .
تمت الموافقة على برنامج بيير لويس السياسي وحكومتها من قبل مجلس النواب وبعد ذلك من قبل مجلس الشيوخ في 5 سبتمبر 2008 ، بعد مفاوضات مطولة. كانت هناك حاجة إلى 16 صوتًا في مجلس الشيوخ ؛ حصلت على 15 فقط في التصويت الأول ، ولكن في تصويت ثان أجري بعد ذلك بوقت قصير ، حصلت على الأصوات الإضافية اللازمة. لم تكن هناك أصوات معارضة ، لكن أحد أعضاء مجلس الشيوخ امتنع عن التصويت. حدث هذا التصويت عندما دمرت هايتي آثار إعصار حنا وإعصار آيك ، مما شكل تحديًا هائلاً لبيير لويس وحكومتها.
أشارت مجلة الإيكونوميست البريطانية الأسبوعية إلى بيير لويس في منشورها «العالم في ارقام لسنة 2010» ، حيث كتب:
عرفت هايتي منذ فترة طويلة بأنها أفقر دولة في نصف الكرة الغربي ، وقد تعثرت من أزمة إلى أخرى منذ سنوات دوفالييه. لكن في ظل رئاسة وزرائها ميشيل بيير لويس ، لدى البلاد فرصة لتحقيق مكاسب كبيرة ومستدامة في كل من الاقتصاد والسياسة. إن إنجازاتها المحلية كبيرة بالفعل ، عملت بشكل جيد مع القادة الدوليين وفازت ببعض الأصدقاء المؤثرين ، بما في ذلك بيل كلينتون ، الرئيس الأمريكي السابق. قد تكون فترة ولاية السيدة بيير لويس ، التي اغتيل صهرها الناشط الاجتماعي في عام 1998 ، نقطة تحول في معركة البلاد الطويلة مع الفقر المدقع والمواجهة الدموية والظلم الاجتماعي المتجذر.
بعد عام اشتكى أعضاء في مجلس الشيوخ من حزب بريفال من أن مستويات معيشة الناس لم تتحسن. يعتقد البعض الآخر أنه من غير العدل إلقاء اللوم على بيير لويس عن 200 عام من الفقر وعدم المساواة الاجتماعية ، ولكن تم التصويت على رئيسة الوزراء وحكومتها بالرفض في 11 نوفمبر 2009.
في أعقاب زلزال هايتي عام 2010 ، كتبت بيير لويس مقالاً لصحيفة هافينغتون بوست توضح رؤيتها لخطة من ثلاث مراحل للمجتمع: الإنقاذ والإنعاش وإعادة الإعمار.

## نشاطات أخرى
- مؤسسات المجتمع المفتوح ، برنامج حقوق المرأة ، عضو المجلس الاستشاري [12]

## روابط خارجية
- «النخبة مثل فيل ضخم يجلس في هايتي» مايكل ديبرت مقابلة مع رئيس الوزراء الهايتي ميشيل بيير لويس